# Куба на Летњим олимпијским играма 1900.
Куба је први пут учествовала на Олимпијским играма 1900. са једним спортистом који је учествовао у мачевању.

## Освајачи медаља
Куба је у коначном пласману освојила 12 место са према броју освојених медаља са 1 златом и 1 сребрном медаљом.

### Злато
- Рамон Фонст - мачевање, мач

### Сребро
- Рамон Фонст - мачевање, мач у мечу аматери против професионалаца

## Резултати по дисциплинама

### Мачевање
Такмичар који се учествовао у дебију нације на Олимпијским играма такмичио се у мачевању и освојио је две медаље. Посебан догађај је била дисциплина у мачу, која је била само на овим Играма, где су се прва четири најбоља аматера 1900. године такмичила са 4 професионална тренера. Форст је победио све противнике осим једног и резултатом 6-1 освојио сребрну медаљу.
| Дисциплина                     | Позиција | Такмичар    | Прва коло       | ЧФ           | Репасаж      | ПФ           | Финале  |
| ------------------------------ | -------- | ----------- | --------------- | ------------ | ------------ | ------------ | ------- |
|                                |          |             |                 |              |              |              |         |
| Мач                            | 1        | Рамон Фонст | 1 место група Д | 3 место ЧФ Д | Није одржано | 3 место ПФ Ц | 1 место |
|                                |          |             |                 |              |              |              |         |
| Мач за аматере и професионалце | 2        | Рамон Фонст | Није одржано    | Није одржано | Није одржано | Није одржано | 2 место |

ЧФ = четвртфинале, ПФ = полуфинале